# Округ Логан (Северна Дакота)
Округ Логан (енгл. Logan County) је округ у америчкој савезној држави Северна Дакота.

## Демографија
По попису из 2010. године број становника је 1.990, што је 318 (-13,8%) становника мање него 2000. године.
| Група             | 2000.         | 2010.         |
| Белци             | 2.275 (98,6%) | 1.954 (98,2%) |
| Афроамериканци    | 2 (0,1%)      | 2 (0,1%)      |
| Азијати           | 4 (0,2%)      | 5 (0,3%)      |
| Хиспаноамериканци | 16 (0,7%)     | 12 (0,6%)     |
| Укупно            | 2.308         | 1.990         |